# アレクシス・アジンサ
アレクシス・アジンサ（Alexis Ajinça (発音: [ah-lek-SEE ah-JIN-sa])、1988年5月6日 - ）は、フランスの元バスケットボール選手。ロワール県サン＝テティエンヌ出身。ポジションはセンター。218cm、112.5kg。

## 経歴
9歳まで自転車競技のBMXをやっていて、フランス王者と欧州王者になっている。11歳の時にバスケットボールを始めた。
2008年のNBAドラフト1巡目全体20位でシャーロット・ボブキャッツに指名されて入団、2009年10月29日、ボブキャッツは彼とオプション契約を結び2010-11シーズンまでの延長契約を結んだ。同年11月30日、NBAデベロップメント・リーグのメイン・レッドクローズに派遣されたが、2010年2月2日ボブキャッツに呼び戻された。
2010年7月13日、タイソン・チャンドラーと共にエリック・ダンピアー、マット・キャロル、エドアルド・ナヘラとの引き換えでダラス・マーベリックスにトレードされた。2011年1月24日、ドラフト2巡目指名権と共に、ジョルジオス・プリンテジスとの交渉権と引き換えにトロント・ラプターズに移籍した。
その後2年間はフランスに戻りストラスブールIGでプレーし、2013年8月にニューオーリンズ・ペリカンズと契約。2015年2月27日のマイアミ・ヒート戦では、ベンチ出場ながら自己最高の24点を記録し、勝利に貢献。2015年7月1日に4年2020万ドルで再契約した。

## 人物
- 腕が非常に長く、ウィングスパン（両腕を広げた幅）は230cm以上あるとも言われている。